# Sphegina biannulata
Sphegina biannulata är en tvåvingeart som beskrevs av Malloch 1922. Sphegina biannulata ingår i släktet midjeblomflugor, och familjen blomflugor. Inga underarter finns listade i Catalogue of Life.